# Maly Semiatchik
Le Maly Semiatchik ou Petit Semiatchik, en russe : Малый Семячик, est un complexe volcanique situé dans l'est de la péninsule du Kamtchatka, dans l'Extrême-Orient russe.

## Géographie
Ce complexe est situé à l'intérieur d'une caldeira de 10 km de diamètre, qui se trouve elle-même à l'intérieur de la caldeira Stena-Soboliny (15 × 20 km), dont la formation remonte au milieu du Pléistocène. Il est composé de trois stratovolcans imbriqués qui sont apparus sur une distance de 3 km, le long d'une ligne nord-est—sud-ouest.
Au nord-est, se trouve le Paléo-Semiatchik (point culminant de ce volcan), qui est le plus ancien et le plus érodé. Il est apparu environ 20 000 ans BP. Vers 11 000 ans BP apparaît le Méso-Semiatchik dont le cratère est aujourd'hui comblé. Au sud-ouest, le Céno-Semiatchik (en russe Tseno-Semyachik) qui est le volcan actif a commencé à se manifester près de 8 000 ans BP.
Le Céno-Semiatchik possède a son sommet un lac de cratère acide qui s'est formé dans la cratère Troitsky, qui s'est formé pendant une importante éruption explosive du Céno-Semiatchik il y a environ 400 ans. Le niveau du lac se situe vers 1 280 m d'altitude mais son niveau évolue selon les années. La profondeur moyenne du lac est de 140 m et son diamètre est d'environ 500 m (le diamètre du cratère est de 860 m au niveau de sa ligne de crête).
La température de l'eau varie entre 30 °C et 40 °C. La coloration de l'eau du lac est due à une haute concentration d'acides sulfuriques, fluorhydriques, salins et d'autres produits chimiques.

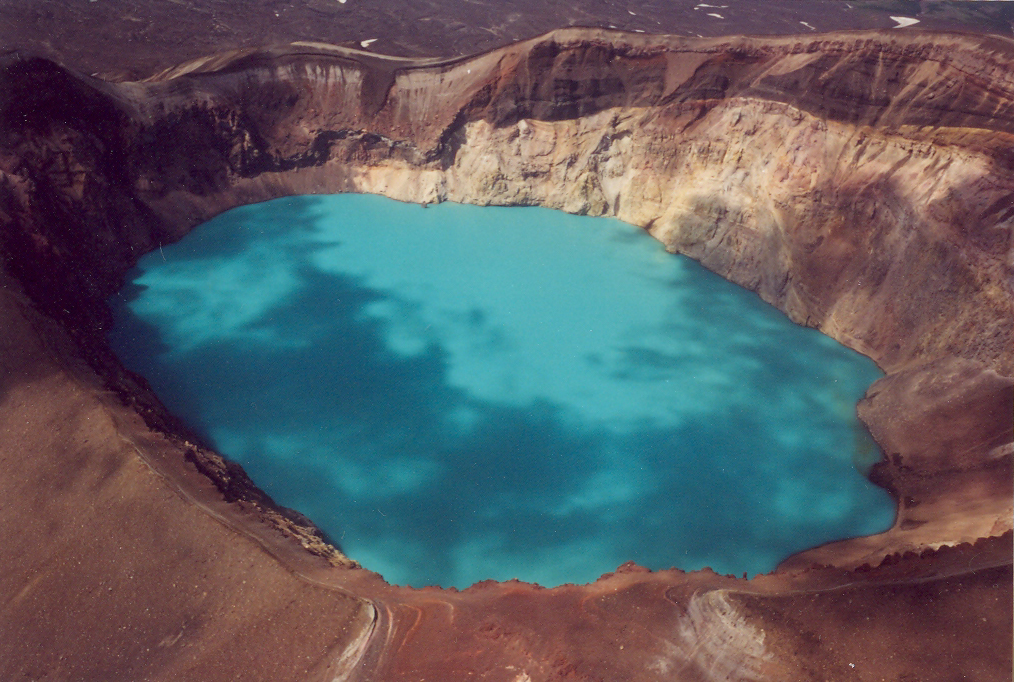
Vue du lac de cratère acide au sommet du Maly Semiatchik.